# برونو کاستنر
برونو کاستنر (انگلیسی: Bruno Kastner؛ ۲۰ ژانویهٔ ۱۸۹۰ – ۳۰ ژوئن ۱۹۳۲) یک هنرپیشه اهل آلمان بود. وی بین سال‌های ۱۹۱۳ تا ۱۹۳۰ میلادی فعالیت می‌کرد.
او لکنت داشت و به همین دلیل خودکشی کرد.